# Operation Crossbow
Operation Crossbow (bra: Operação Crossbow) é um filme britânico de 1965, do gênero drama, ação e guerra, sobre um grupo de espiões na Segunda Guerra Mundial. O filme foi dirigido por Michael Anderson e protagonizada por George Peppard e Sophia Loren.

## Sinopse
Londres, 1943. Winston Churchill ordena um estudo sob a possibilidade dos nazistas estarem planejando lançar sobre a cidade bombas voadoras, pois destruindo Londres impediria o ataque aliado na França no ano seguinte. Quando se conclui que esta possibilidade é concreta os agentes John Curtis, Robert Henshaw e Phil Bradley planejam se infiltrar numa base de lançamento de bombas voadoras, para criarem condições da R.A.F. localizar o local e destruí-lo.

## Elenco
- Sophia Loren ... Nora
- George Peppard ... Tenente John Curtis
- Trevor Howard ... Prof. Lindemann
- John Mills ... General Boyd
- Richard Johnson ... Duncan Sandys
- Jeremy Kemp ... Phil Bradley
- Anthony Quayle ... Bamford
- Lilli Palmer ... Frieda
- Paul Henreid ... General Ziemann
- Tom Courtenay ... Robert Henshaw
- Helmut Dantine ... General Linz
- Barbara Rütting ... Hannah Reitsch
- Richard Todd ... Comandante Kendall